# Віленська унія

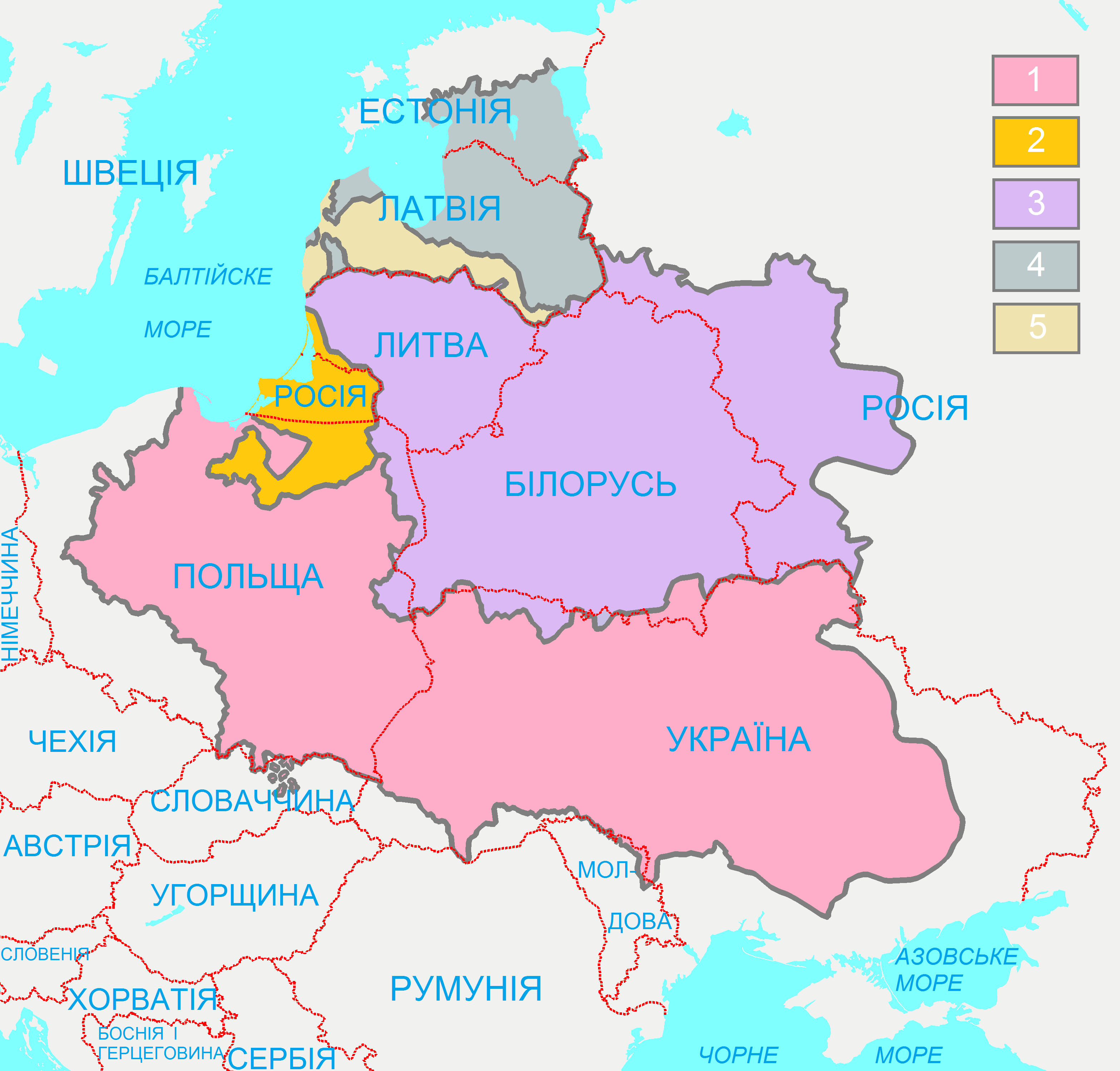
Польща
Литва
Пруссія
Лівонія
Курляндія і Семигалія

Ві́ленська у́нія (лат. Pacta subjectionis, «Договір підпорядкування») — міжнародна угода, укладена 28 листопада 1561 року у Вільні, між Польсько-Литовською державою та Лівонською конфедерацією. Передбачала перехід Лівонії до Польсько-Литовської держави, секуляризацію земель Лівонського ордену та лівонських держав-єпископств і створення на їх теренах двох світських протекторатів Литви — Лівонського герцогства та герцогства Курляндії і Семигалії. Підписана Сигізмундом II Августом, королем польським і великим князем литовським, й лівонською знаттю на чолі з Готтгардом Кеттлером, останнім магістром Лівонського ордену, що став першим герцогом Курляндії і Семигалії. Інші назви — Віленський пакт. Супроводжувалася привілеєм Сигізмунда Августа, що гарантував широку автономію герцогств у складі Польсько-Литовської держави.

## Назва
- Вілеський пакт (пол. Pakt wileński)
- Віленська унія (нім. Union von Wilna)
- Договір підпорядкування (лат. Pacta subjectionis)
- Привілей Сигізмунда-Августа (лат. Privilegium Sigismundi Augusti)

## Опис

### Pacta Subiectionis
Оригінал написаний латиною. Зберігається в Інституті Гердера, в Марбурзі, Німеччина. Одразу після укладання договору був перекладений німецькою, розійшовся великою кількістю копій.
Умови договору: 
1. Секуляризація земель, що входили до складу Лівонської конфедерації. Ліквідація чернечого Лівонского ордену та держав-єпископств.
2. Створення на секуляризованих землях двох герцогств, розділених по Західній Двіні:
а. Лівонське герцогство з Ригою на північ від Західної Двіни;
б. Герцогство Курляндії і Семигалії на південь від Західної Двіни. Первісно воно називалося як «утримання герцога» (лат. Provisio Ducalis)[1].
3. Готтгард Кеттлер ставав герцогом Курляндії і Семигалії. Він отримував герцогський титул, регалії й почесті, подібні до тих, які мав герцог Пруссії[2][1].
4. Обидва герцогства приймали протекцію Великого князівства Литовського й ставали ленами Сигізмунда II Августа.
5. Герцогства зберігали широку автономію. Сигізмунд II Август гартував їхнім мешканцям:
а. релігійну свободу на основі Аугсбурзького віросповідання[2][1].
б. підтвердження старих прав і привілеїв, а також визання за родичами обох статей права успадковувати маєтки[2][1].
в. право займати урядові посади представникам німецької нації[2][1].

#### Текст
- Pacta subjectionis inter Divum Olim Regem Sigismundum Augustum et Magistrum Ordinis Livoniae inita.
- Угоди підпорядкування між божественним королем Сигізмундом Августом і магістром ордену в Лівонії.

- Sigismundus Augustus, Dei gratia, Rex Poloniae, Magnus Dux Lithvniae etc. Significamus praesentibus literis nostris, universis et singulis, quorum interest. Cum Terra Livoniae Nobis, ex parte Magni Ducatus nostri Lithvaniae et vicinitate, et multis, partim antiquis, partim novis pactis et foederibus devincta et consociata, jam ab aliquot annis immanissimi hostis Moschi errudelibus armis,